# Michael Lumb
Michael Lumb (Aarhus, 9 de enero de 1988) es un exfutbolista danés que jugaba de defensa. 

## Selección nacional
Fue internacional con la selección de fútbol de Dinamarca en dos ocasiones.

## Clubes
| Club                     | País         | Año       |
| ------------------------ | ------------ | --------- |
| Aarhus GF                | Dinamarca    | 2005-2010 |
| Zenit de San Petersburgo | Rusia        | 2010-2013 |
| Feyenoord (cedido)       | Países Bajos | 2010      |
| Aalborg BK (cedido)      | Dinamarca    | 2011      |
| S. C. Friburgo (cedido)  | Alemania     | 2012      |
| VfL Bochum               | Alemania     | 2013      |
| F. C. Vestsjaelland      | Dinamarca    | 2013-2015 |
| Lyngby BK                | Dinamarca    | 2015-2018 |
| AC Horsens               | Dinamarca    | 2018-2021 |
| Brøndby IF               | Dinamarca    | 2021      |
| Fremad Amager            | Dinamarca    | 2022-2023 |
| Holbæk B&I               | Dinamarca    | 2023      |
| Brønshøj BK              | Dinamarca    | 2023      |
| Holbæk B&I               | Dinamarca    | 2024-     |

## Palmarés

### Campeonatos nacionales
| Título                 | Club                     | País      | Año  |
| ---------------------- | ------------------------ | --------- | ---- |
| Copa de Rusia          | Zenit de San Petersburgo | Rusia     | 2010 |
| Superliga de Dinamarca | Brøndby IF               | Dinamarca | 2021 |